# Wahlenbergia patula
Wahlenbergia patula är en klockväxtart som beskrevs av A.Dc. Wahlenbergia patula ingår i släktet Wahlenbergia och familjen klockväxter. Inga underarter finns listade i Catalogue of Life.